# Ableismus
Ableismus (Aussprache [ˌeɪbəˈlɪsmʊs]; von englisch able ‚fähig‘, mit Suffix -ism = „-ismus“) bezeichnet unterschiedliche Diskriminierungsformen gegenüber Menschen mit Behinderung. Der Begriff leitet sich vom anglo-amerikanischen ability ‚Fähigkeit‘ ab und wurde von der US-amerikanischen Behindertenrechtsbewegung geprägt. Er steht für „die alltägliche Reduktion eines Menschen auf seine Beeinträchtigung“. Ableismus kann sich durch Nicht-Thematisierung der Behinderung zeigen wie durch Überbetonung der Behinderung, durch Abwertung und Ausgrenzung wegen abweichender Körperlichkeit wie durch paternalistische Fürsorge. Der neue Begriff geht laut Rebecca Maskos über Behindertenfeindlichkeit hinaus. Er ziehe eine Parallele zu Sexismus und Rassismus, demnach diskriminierende Haltungen und Handlungen Ausdruck gesellschaftlicher Machtverhältnisse seien. Eine einheitliche Definition des Begriffs gibt es bislang nicht.

## Begriffsherkunft und -geschichte
Geprägt haben den aus dem Anglo-amerikanischen abgeleiteten sozialwissenschaftlichen Begriff die Disability Studies im Rahmen des US-amerikanischen Disability Rights Movement (Behindertenbewegung für die Rechte von behinderten Menschen) in den 1980er-Jahren; die US-amerikanische Wissenschaftlerin Fiona Kumari Campbell hat dabei maßgeblich zur internationalen Bekanntheit des Konzepts beigetragen: In ihrer Publikation Contours of Ableism hat sie ihn ausgearbeitet und etabliert und beschreibt ihn als ein Netzwerk von Überzeugungen, Prozessen und (eingeübten, eingefahrenen) Praktiken, die ein bestimmtes Selbst- und Körperbild (einen körperlichen Standard) hervorbringen, was als „perfekt“ und „art-typisch“ und damit wesentlich und vollständig menschlich dargestellt wird. Damit wird „Behinderung“ ein Zustand verminderter bzw. minderwertiger Menschlichkeit.
Der Ansatz erweitert das Konzept der Behindertenfeindlichkeit auf die potenziell diskriminierende Bewertung von Fähigkeiten im Allgemeinen; er betrachtet gesellschaftliche Normen und Vorstellungen von „Normalität“ als Grundlage für die Abwertung oder Benachteiligung von Personen aufgrund ihrer Fähigkeiten oder deren Wahrnehmung und soll analog zu Sexismus oder Rassismus theoretische Auseinandersetzung ermöglichen, ist auch in aktivistischen Kontexten von Bedeutung und wird sowohl in angloamerikanischen Debatten als auch im deutschsprachigen Raum aufgegriffen.
Die britischen Disability Studies thematisierten unter den Begriffen disablement und disablism bzw. disableism Behinderung zunächst als eine Form gesellschaftlicher Unterdrückung. Gleichzeitig wurden in den Cultural Disability Studies in den USA, Australien und Kanada unter dem Konzept des ableism spezifische Formen der behinderungsbezogenen Diskriminierung problematisiert.

## Begriffserklärung und -definition
Ableismus (englisch ableism) beschreibt ähnlich wie Sexismus und Rassismus ein System von Praktiken, Institutionen, Glaubensbildern und Werten, die soziale Beziehungen formen und ein geschlossenes Weltbild schaffen. Dieses System schließt Menschen ein, die als zur „Norm“ gehörig angesehen werden, während es andere ausschließt und zu (unsichtbaren) „Anderen“ erklärt; bestimmte Fähigkeiten, die als wesentlich erachtet werden, werden gezielt hervorgehoben und gleichzeitig wird bewertet, wie Fähigkeiten aussehen müssten, um als „nicht behindert“ eingeordnet zu werden. Ableismus bzw. Disablismus bezeichnet eine „Diskriminierung bezüglich abweichender Körperlichkeit / Behinderung (z. B. Körpergröße, Schädigungen des Stütz- und Bewegungsapparates, Albinismus, chronische Erkrankung)“.
Es existiert allerdings weder unter Behindertenrechtsaktivisten noch in der Wissenschaft eine einheitliche Definition, die den Umfang des Begriffs klar abgrenzt. 2023 waren die Forschungen zu Ableismus noch nicht weit fortgeschritten, und im deutschsprachigen Raum gibt es nur wenige umfassende Publikationen, die sich mit diesem Thema befassen.

## Begriffsabgrenzung/Unterformen

### Disablismus
Der Begriff Disablismus (von englisch disabled ‚behindert‘) bezeichnet das Konzept, bei dem Personen aufgrund der Zuschreibung fehlender oder verminderter (Leistungs-)Fähigkeiten als „behindert“ kategorisiert werden: Die Diskriminierung von Menschen mit Behinderungen wird auch so genannt. Gregor Wolbring, Assistant Professor in der Abteilung Community Health Service der University of Calgary (Kanada), erklärt Disablismus zum „Begleiter“ des Ableismus:

„In seiner allgemeinen Form ist Ableism ein Bündel von Glaubenssätzen, Prozessen und Praktiken, das auf Grundlage der je eigenen Fähigkeiten eine besondere Art des Verständnisses des Selbst, des Körpers und der Beziehungen zu Artgenossen, anderen Arten und der eigenen Umgebung erzeugt, und schließt die Wahrnehmung durch Andere ein. Ableism beruht auf einer Bevorzugung von bestimmten Fähigkeiten, die als essentiell projiziert werden, während gleichzeitig das reale oder wahrgenommene Abweichen oder Fehlen von diesen essentiellen Fähigkeiten als verminderter Daseinszustand etikettiert wird, was oft zum begleitenden Disableism führt, dem diskriminierenden, unterdrückenden oder beleidigenden Verhalten, das aus dem Glauben entsteht, dass Menschen ohne diese ‚essentiellen‘ Fähigkeiten anderen unterlegen seien.“

Auch Fiona Campbell unterscheidet Disablismus und Ableismus: Ihr zufolge ist Disablismus traditionell Schwerpunkt der Forschungen im Bereich der Disability Studies; Disablismus fördere die Ungleichbehandlung der (körperlich) Behinderten gegenüber Nichtbehinderten, er markiere den Behinderten (distanziert) als „Den anderen“ und arbeite aus der Perspektive der Menschen ohne Behinderung.

### Mentalismus
Diskriminierung gegenüber „psychisch kranken“ Personen und Personen, die als „psychisch krank“ wahrgenommen werden, nennt man auch „Mentalismus“. Der Begriff stammt von Judi Chamberlin aus dem Psychiatric Survivor Movement.

### Behindertenfeindlichkeit
Laut Rebecca Maskos „ist Ableismus breiter als ‚Behindertenfeindlichkeit‘: Wie Rassismus und Sexismus bildet der Begriff nicht nur die Praxis im Umgang mit einer Gruppe ab, sondern auch die gesellschaftlichen Verhältnisse und Strukturen, welche diese Praxis hervorbringen.“ Ableismus zeige sich nicht nur im „schrägen Kommentar“ oder im „Kopfstreicheln“, sondern auch in der Treppe ohne Rampe, im fehlenden Aufzug, in den Geldern, die Veranstalter für Lautsprach-/Gebärdensprachdolmetscher, Live-Streaming oder Leichte Sprache nicht aufbrächten. „Behindertenfeindlichkeit“ könne umgekehrt auch suggerieren, dass es reiche, einfach nur die eigene Haltung umzuwandeln – nämlich in eine „behindertenfreundliche“.